# Eupithecia hanhami
Eupithecia hanhami là một loài bướm đêm trong họ Geometridae.